# Bercari
|  | Per a altres significats, vegeu «Bercari de Der». |

Bercari (francès Berchier o Berthier) († 686) fou un majordom de palau de Nèustria que va exercir el càrrec del 686 a la seva mort el 688 en el regnat de Teodoric III.
Es va casar amb Anstruda, filla del majordom Warattó (681-684 i 685-686) i de Ansefleda. A la mort del seu sogre el 686, Ansefleda va posar tota la seva influència per fer elegir al seu gendre del que potser esperava una política moderada d'amistat amb Austràsia Però Bercari es va acostar a la política d'Ebroí i va voler sotmetre els nobles al poder central; els nobles descontents van augmentar, i alguns, com el bisbe sant Rieul de Reims es van exiliar a Austràsia. Rieul va instigar a Pipí d'Héristal a expulsar del poder a Bercari. La guerra va esclatar el 687 i Bercari fou derrotat per Pipí a la decisiva batalla de Tertry lliurada el mes de juny. Bercari encara s'oposava a la pau i per poder ajustar-la Ansefleda va fer matar el seu gendre, després del qual la pau entre Nèustria i Austràsia va ser un fet. El nou majordom fou Nordebert, un fidel de Pipí. Un diploma del seu temps datat el 30 d'octubre del 688 assenyala a Teodoric III, la reina Crodoquila i Bercari fent una donació a l'abadia de Saint-Denis.
No està aclarit si fou la vídua Anstrudis, o una filla d'aquesta i de Bercari de nom Adaltrudis la que es va casar amb Drogó de Xampanya, fill de Pipí.